# Patrick Kirton
Patrick Kirton (* 30. Dezember 1936) ist ein ehemaliger englischer Squashspieler.

## Karriere
Patrick Kirton war von den 1960er-Jahren bis zu den 1970er-Jahren als Squashspieler aktiv. Mit der englischen Nationalmannschaft gewann er 1975 bei seiner einzigen Teilnahme an einer Europameisterschaft sogleich den Titel. Zum Kader gehörten dabei neben Kirton noch Mike Corby, Jonathan Leslie, John Richardson und Ian Robinson. Ein Jahr darauf nahm Kirton an der ersten offiziellen Weltmeisterschaft in London teil, blieb in der ersten Runde gegen den späteren Vizeweltmeister Mohibullah Khan jedoch in drei Sätzen bei nur drei eigenen Punktgewinnen chancenlos.
Seit Anfang der 1990er-Jahre tritt Kirton bei nationalen Meisterschaften und Weltmeisterschaften im Seniorenbereich an. 2017 gewann er seinen 17. nationalen Meistertitel über sämtliche Altersklassen hinweg, zudem wurde er 1993 in der Ü55-Klasse und 2012 in der Ü75-Klasse Weltmeister.

## Erfolge
- Europameister mit der Mannschaft: 1975